# إدواردو كيريا
ادواردو كيريا (بالإيطالية: Edoardo Ceria)‏ (26 مايو 1995 ببييلا في إيطاليا - ) هو لاعب كرة قدم إيطالي في مركز الهجوم. شارك مع منتخب إيطاليا تحت 18 سنة لكرة القدم ومنتخب إيطاليا تحت 19 سنة لكرة القدم. أما مع النوادي، فقد لعب مع أتالانتا ودين بوستش ويوفنتوس ونادي أريتسو.

## روابط خارجية
- ادواردو كيريا على موقع قاعدة بيانات كرة القدم.إي يو (الإنجليزية)
- ادواردو كيريا على موقع Soccerway.com (الإنجليزية)